# Mario Sanabria
Mario Sebastián Sanabria (Argentina; 25 de julio de 2002) es un futbolista nacido en Pirané, Formosa, Argentina, Juega de delantero y su equipo actual es Aucas de la Serie A de Ecuador.

## Carrera

### Quilmes
Tras ser uno de los goleadores en el torneo de Reserva de la Primera Nacional, Sanabria firmó su primer contrato profesional a mediados de 2022 con Quilmes. Debutó como profesional el 24 de junio en el empate 0-0 ante Gimnasia y Esgrima de Mendoza, ingresando a los 40 minutos del segundo tiempo por Julián Bonetto.

## Estadísticas

### Clubes
Actualizado de acuerdo al último partido jugado el 18 de julio de 2025.
| Quilmes Argentina | 2.ª                 | 2022                | 5  | 0 | 0 | 0 | - | - | 5  | 0 | 0    |
| Quilmes Argentina | 2.ª                 | 2023                | 34 | 2 | - | - | - | - | 34 | 2 | 0.06 |
| Quilmes Argentina | Total club          | Total club          | 39 | 2 | 0 | 0 | 0 | 0 | 39 | 2 | 0.05 |
| Aucas · Ecuador | 1.ª                 | 2024                | 4  | 0 | 0 | 0 | 2 | 0 | 6  | 0 | 0    |
| Deportivo Riestra Argentina | 1.ª                 | 2024                | 6  | 0 | - | - | - | - | 6  | 0 | 0    |
| Deportivo Riestra Argentina | 1.ª                 | 2025                | 10 | 0 | 1 | 0 | - | - | 11 | 0 | 0    |
| Deportivo Riestra Argentina | Total club          | Total club          | 16 | 0 | 1 | 0 | 0 | 0 | 17 | 0 | 0    |
| Aucas · Ecuador | 1.ª                 | 2025                | 3  | 0 | 0 | 0 | 0 | 0 | 3  | 0 | 0    |
| Aucas · Ecuador | Total club          | Total club          | 7  | 0 | 0 | 0 | 2 | 0 | 9  | 0 | 0    |
| Total en su carrera | Total en su carrera | Total en su carrera | 62 | 2 | 1 | 0 | 2 | 0 | 65 | 2 | 0.03 |
| (1) Las copas nacionales se refiere a la Copa Argentina. (2) Las copas internacionales se refiere a la Copa Libertadores y la Copa Sudamericana. (3) Media de goles por encuentro. No incluye goles en partidos amistosos. |                     |                     |    |   |   |   |   |   |    |   |      |